# Therese Brogårde
Marie Therese Brogårde, född 30 januari 1980 i Tjärby församling, är en svensk fotbollsspelare som spelat i nio år i Djurgårdens IF Dam från år 2001 till och med år 2009. De första åren har hon spelat mest som försvarare men 2009 började hon spela mer som mittfältare. Inför säsongen 2010 skrev hon kontrakt med Hammarby 2011 gick hon till division 2-laget IFK Lidingö FK och förenades med den tidigare lagkamraten i Djurgården Tina Kindvall.